# Immediatuntertan
Als einen Immediatuntertan bezeichnete man im 19. Jahrhundert einen Untertan, der immediär, das heißt unmittelbar und ohne Vermittlung, dem Landesherrn untersteht. Im Gegensatz dazu steht der Untertan, der zunächst einem Standesherrn und mittelbar dem Landesherrn untersteht.